# 500 Milhas de Indianápolis de 1976
Resultados das 500 Milhas de Indianápolis de 1976, no circuito de Indianapolis no domingo, 30 de Maio de 1976.
| Pos final | Pos inicial | N.º | Nome                  | Qual    | Rank | Voltas | Led | Posição         |
| --------- | ----------- | --- | --------------------- | ------- | ---- | ------ | --- | --------------- |
| 1         | 1           | 2   | Johnny Rutherford     | 188.957 | 2    | 102    | 48  | Corrida         |
| 2         | 5           | 14  | A.J. Foyt             | 185.262 | 10   | 102    | 29  | Corrida         |
| 3         | 2           | 20  | Gordon Johncock       | 188.531 | 3    | 102    | 18  | Corrida         |
| 4         | 7           | 40  | Wally Dallenbach, Sr. | 184.445 | 12   | 101    | 3   |                 |
| 5         | 6           | 48  | Pancho Carter         | 184.824 | 11   | 101    | 3   |                 |
| 6         | 3           | 68  | Tom Sneva             | 186.355 | 8    | 101    | 1   |                 |
| 7         | 4           | 21  | Al Unser              | 186.258 | 9    | 101    | 0   |                 |
| 8         | 19          | 6   | Mario Andretti        | 189.404 | 1    | 101    | 0   |                 |
| 9         | 22          | 77  | Salt Walther          | 182.796 | 17   | 100    | 0   |                 |
| 10        | 12          | 3   | Bobby Unser           | 187.520 | 5    | 100    | 0   |                 |
| 11        | 30          | 51  | Lloyd Ruby            | 186.480 | 7    | 100    | 0   |                 |
| 12        | 14          | 93  | Johnny Parsons        | 182.843 | 16   | 98     | 0   |                 |
| 13        | 27          | 23  | George Snider         | 181.141 | 31   | 98     | 0   |                 |
| 14        | 32          | 24  | Tom Bigelow           | 181.965 | 24   | 98     | 0   |                 |
| 15        | 11          | 12  | Mike Mosley           | 187.588 | 4    | 98     | 0   |                 |
| 16        | 33          | 8   | Jan Opperman          | 181.717 | 27   | 97     | 0   |                 |
| 17        | 10          | 69  | Larry Cannon          | 181.388 | 29   | 97     | 0   |                 |
| 18        | 17          | 9   | Vern Schuppan         | 182.011 | 21   | 97     | 0   |                 |
| 19        | 29          | 97  | Sheldon Kinser        | 181.114 | 33   | 97     | 0   |                 |
| 20        | 28          | 96  | Bob Harkey            | 181.141 | 32   | 97     | 0   |                 |
| 21        | 15          | 98  | John Martin           | 182.417 | 18   | 96     | 0   |                 |
| 22        | 18          | 83  | Bill Puterbaugh       | 182.002 | 22   | 96     | 0   |                 |
| 23        | 21          | 28  | Billy Scott           | 183.383 | 15   | 96     | 0   |                 |
| 24        | 23          | 92  | Steve Krisiloff       | 182.131 | 20   | 95     | 0   |                 |
| 25        | 24          | 86  | Al Loquasto           | 182.002 | 23   | 95     | 0   |                 |
| 26        | 26          | 63  | Larry McCoy           | 181.387 | 30   | 91     | 0   |                 |
| 27        | 20          | 73  | Jerry Grant           | 183.617 | 13   | 91     | 0   |                 |
| 28        | 8           | 45  | Gary Bettenhausen     | 181.791 | 25   | 52     | 0   | Turbo           |
| 29        | 31          | 33  | David Hobbs           | 183.580 | 14   | 10     | 0   | Water Leak      |
| 30        | 13          | 7   | Roger McCluskey       | 186.499 | 6    | 8      | 0   | Choque T3       |
| 31        | 9           | 5   | Bill Vukovich II      | 181.433 | 28   | 2      | 0   | Vara            |
| 32        | 16          | 17  | Dick Simon            | 182.342 | 19   | 1      | 0   | Vara            |
| 33        | 25          | 19  | Spike Gehlhausen      | 181.717 | 26   | 0      | 0   | Pressão de Oleo |